# Station Świeradów Przystanek
Station Świeradów Przystanek is een spoorwegstation in de Poolse plaats Świeradów-Zdrój.